# Donji Poloj
Donji Poloj is een plaats in de gemeente Slunj in de Kroatische provincie Karlovac. De plaats telt 17 inwoners (2001).